# Plagiosternum
Plagiosternum is een geslacht van uitgestorven temnospondyle Batrachomorpha (basale 'amfibieën'). Het leefde in het Midden-Trias (ongeveer 247 - 240 miljoen jaar geleden) en zijn fossiele overblijfselen zijn gevonden in Duitsland, de Svalbard-eilanden en Rusland.

## Naamgeving
Van Plagiosternum werden de eerste fossielen in Duitsland gevonden in lagen van het Midden-Trias. Ze werden aanvankelijk als de soort Mastodonsaurus granulosus benoemd door Eberhard Fraas in 1889. De soortaanduiding betekent 'de korrelige'. Fraas zelf erkende echter het opmerkelijke verschil tussen deze fossielen en de andere die aan Mastodonsaurus werden toegeschreven en benoemde in 1896 een apart geslacht Plagiosternum met als combinatio nova Plagiosternum granulosum in 1896. De geslachtsnaam is afgeleid van het Grieks plagios, 'schuin', en het Latijn sternum, 'borstbeen'. Het lectotype is SMNS 11824, een linkersleutelbeen.
Plagiosternum pustilloferum Fraas 1896 werd later het aparte geslacht Plagiosuchus.

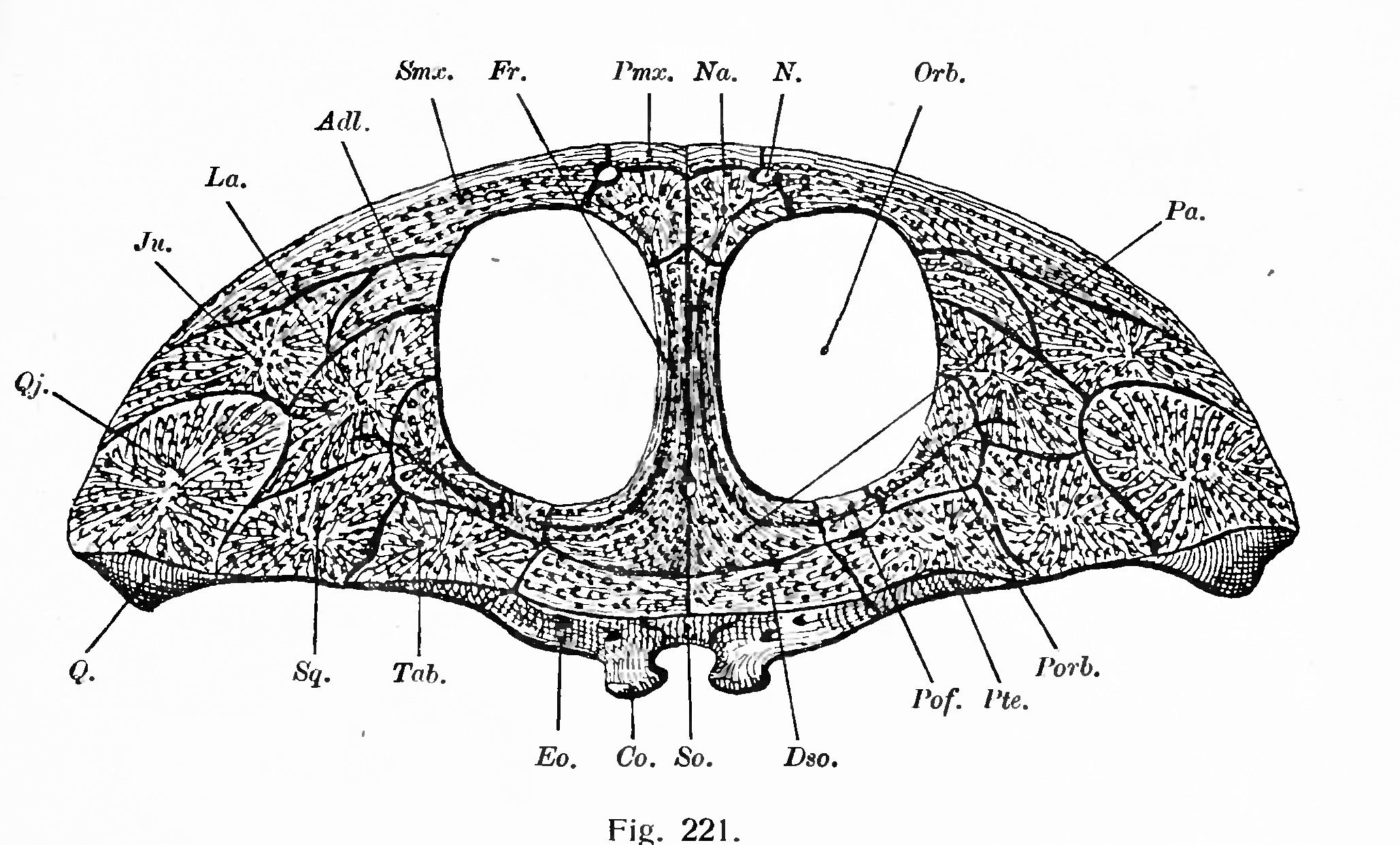
Een afbeelding uit 1913

Andere aan hetzelfde geslacht toegeschreven fossielen werden gevonden in Rusland, in lagen van het Anisien (Plagiosternum paraaboliceps) en Ladinien (Plagiosternum danilovi), langs de rivier de Yushatyr.

## Beschrijving
Zoals alle verwante vormen (plagiosauriërs) was Plagiosternum bedeeld met een grote platte schedel, breder dan lang. De schedel van dit dier was extreem groot, met een breedte tussen vijftig en zeventig centimeter, ongeveer twee en een half keer zijn lengte. Het verschilde van soortgelijke vormen (zoals Gerrothorax) voor een verminderde versiering van de botten van de schedel, in ieder geval bestaande uit kleine groeven. De botrand van het wanggebied was voorzien van een diepe sulcus temporalis. De traanbeenderen maakten deel uit van de rand van zowel de neusgaten als de oogkas. Het quadratojugale bot was bedeeld met een supra-vierkante ventrale projectie, terwijl het interclavicula trapeziumvormig was.

## Classificatie
Plagiosternum maakt deel uit van die groep 'amfibieën' (Tetrapoda met een zwemmende larvale fase) die bekend staat als plagiosauriërs, bestaande uit dieren met een afgeplat lichaam en schedel, met grote ogen en scherpe tanden. In het bijzonder lijkt het erop dat Plagiosternum een relatief basale vertegenwoordiger van de groep was, met weinig schedelversiering.